# Usedlost čp. 22 (Hlince)
Usedlost čp. 22 pochází z 19. století a je situovaná na obecní návsi v Hlincích v okrese Plzeň-sever. Jedná se o klasický příklad venkovského roubeného statku. Dne 3. května 1958 byl objekt prohlášen kulturní památkou. Od 22. září 1995 je součástí venkovské památkové zóny.

## Historie a popis
Venkovská usedlost pochází z 19. století. Skládá se z přízemního obytného stavení s dvouosým trojúhelníkovým štítem a chlévů, dříve k ní patřila i pilířová kolna, náležící již k sousednímu pozemku. V posledních dekádách 20. století se zřítila staticky narušená stodola. Samotná obytné stavení, na němž se nachází zajímavě kované hromosvody, je pouhou kopií z devadesátých let 20. století. Z původní stavby se zachovala pouze černá kuchyně. Přestavbami nedotknuté se dochovaly jen budovy chlévů s traverzovým stropem, jež byly vystavěny v první třetině 20. století, a kolna z lomového zdiva.